# Stadtbefestigung Tauberbischofsheim

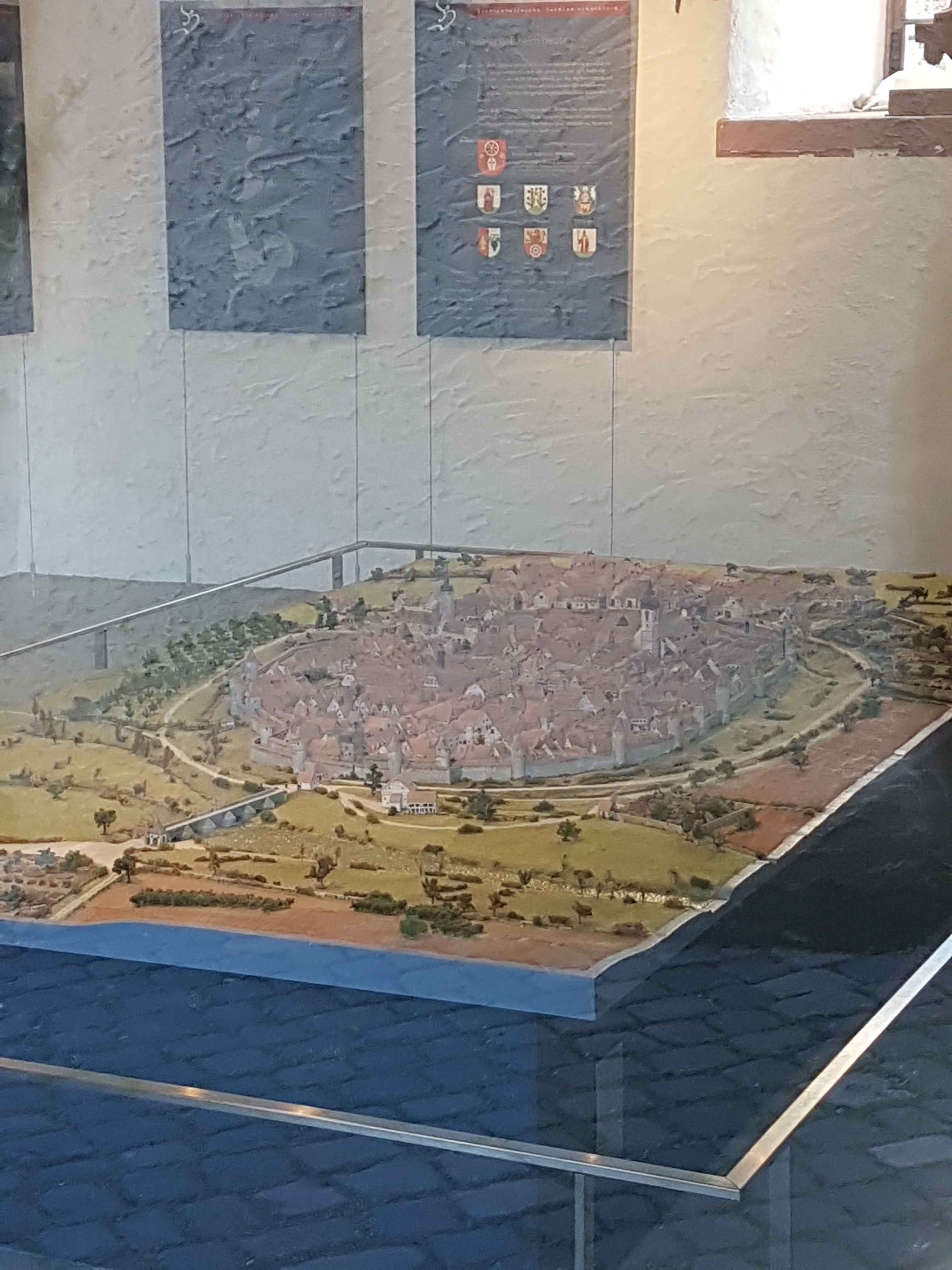
Ein Modell von Bischofsheim um 1750 im Tauberfränkischen Landschaftsmuseum zeigt die historische Stadtbefestigung mit einer etwa 12 Meter hohen Stadtmauer und über 20 Türmen

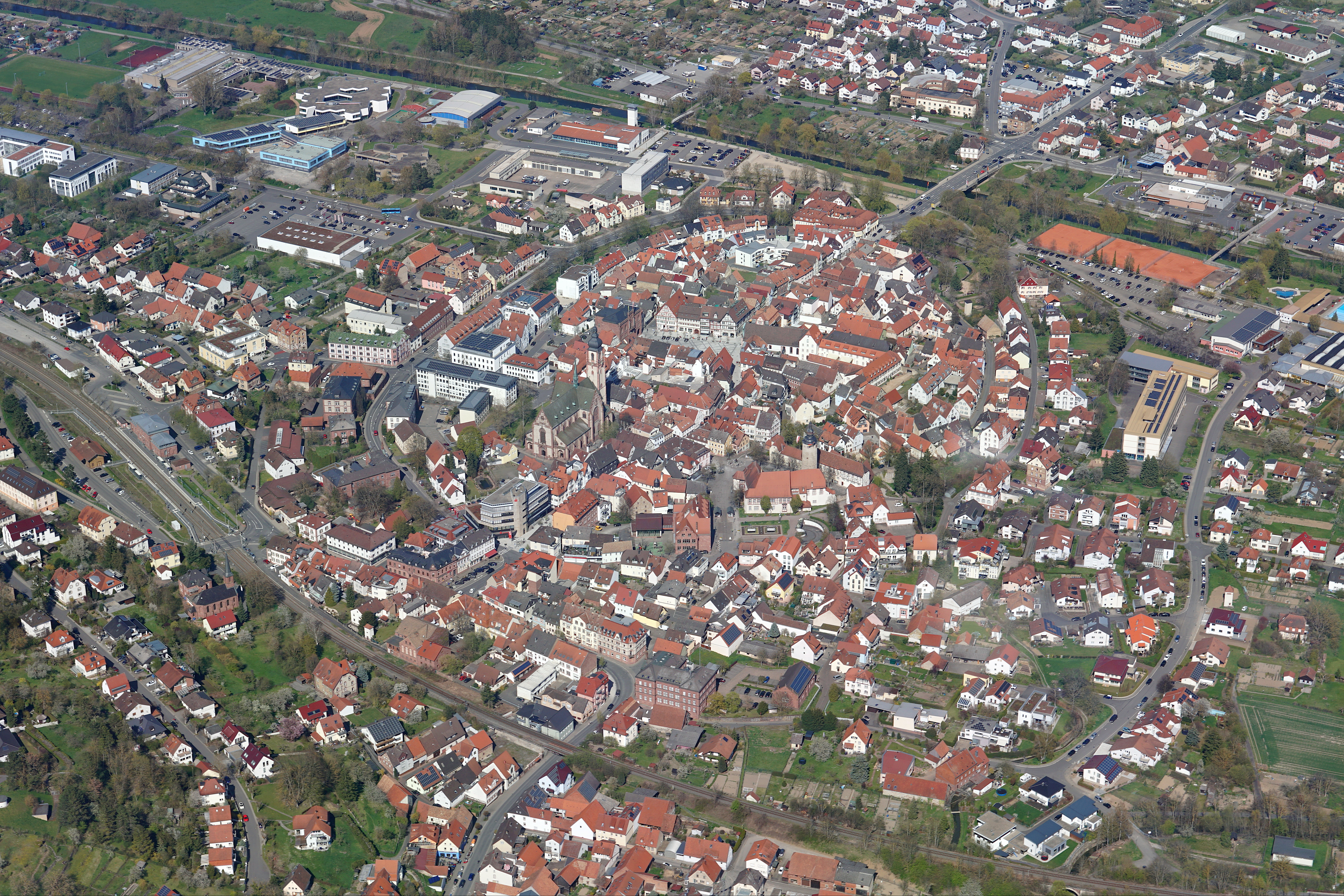
Der ehemals ringförmige Verlauf der historischen Stadtmauer ist auf einem Luftbild heute noch zu erkennen

Die Stadtbefestigung Tauberbischofsheim, früher Stadtbefestigung Bischofsheim, bezeichnet die ehemaligen Befestigungswerke der Stadt Tauberbischofsheim im Main-Tauber-Kreis in Baden-Württemberg. 

## Geschichte

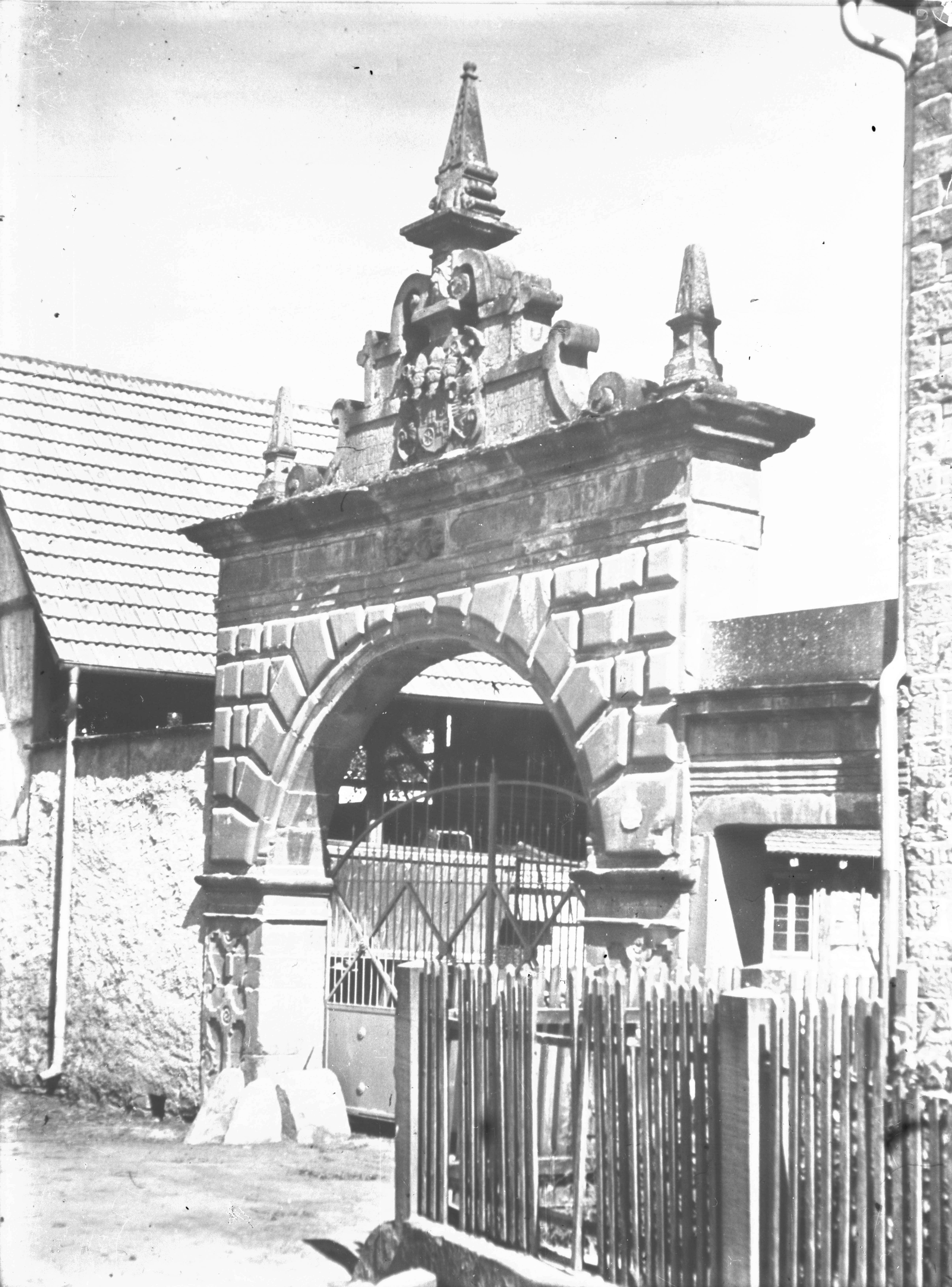
Schmucktor vor dem Oberen Stadttor, heute Dittigheimer Straße

Die historische Stadtmauer wurde im 13. Jahrhundert errichtet. Sie war etwa 12 Meter hoch und eineinhalb Meter breit. Es gab zwei Tore: Das Untere Tor, auch Gefängnisturm oder Centturm genannt, und das Obere Tor. Vor das Obere Tor wurde noch das sogenannte Schmucktor gesetzt, welches heute bei der ehemaligen Halbigsmühle in der Dittigheimer Straße steht.
Zur Verstärkung des Schutzes gab es eine Vormauer mit einem Zwinger, der auch um das Schloss herum reichte. Die südwestliche Stadtseite war durch ein Wallgrabensystem geschützt. Daneben bestanden durch den Brehmbach und im unteren Bereich durch den Mühlkanal jeweils Wassergräben als Abgrenzung. Die nördliche Stadtseite war durch den Frosch- und den Schneckengraben sowie einen Wall abgesichert.
Im Tauberfränkischen Landschaftsmuseum im Kurmainzischen Schloss zeigt ein Modell die historischen Befestigungsanlagen von Bischofsheim. Das Modell skizziert die Stadt mit Burg im 18. Jahrhundert mit der damaligen Stadtbefestigung, die über 20 Türme aufwies. Einige der Türme sollen nach innen offen gewesen sein.
Große Teile der einstigen Stadtbefestigung sind heute abgegangen.

## Türme
Von einigen der ehemaligen Stadtmauertürmen sind die Namen noch bekannt:
- Centturm, auch Gefängnisturm oder Turm beim unteren Tor
- Turm beim oberen Tor
- Wasserturm, eventuell auch Mühlturm (Badgasse, beim Auslass des Mühlbachs; teilweise wurde der Wasserturm nicht als Turm der Befestigung mitgezählt, weil er etwas kleiner als die anderen Türme war; Er diente ebenfalls als Gefängnisturm)
- Hexenturm, auch Neuer Turm (am Ende der Klostergasse)
- Schneckenturm (galt als größter Turm beim Rathaus, Ende Blumenstraße/Frauengasse)
- Hungerturm (Rest noch vorhanden, Fischgässchen)
- Bürgerturm bzw. Strafturm (Ende Bachgasse)
- Stadtturm (beim alten Schulhaus, Kirchgasse)

Man kann die Türmer nach folgenden vier Bereichen unterscheiden:
- Stadtmauertürme,
- Zwingertürme (Oberer und Unterer Zwinger),
- Geleittürme (Türmersturm, die Türme außerhalb der Stadt auf dem Höhberg und dem Edelberg sowie der Wolfsturm) und
- Türme der ehemaligen Wasserburg (später Kurmainzisches Schloss).

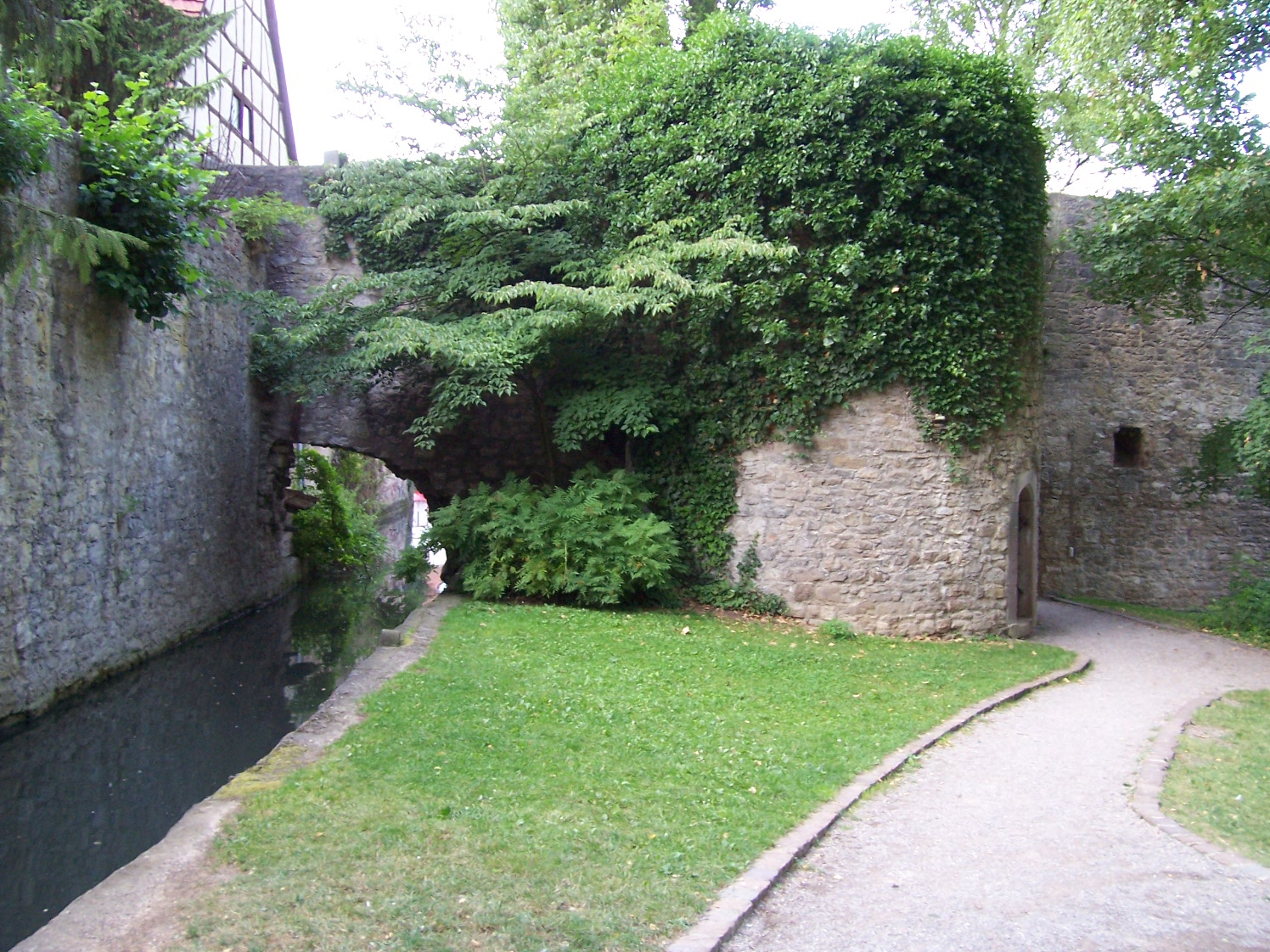
Hungerturm mit Stadtmauerrest, Fischgässchen
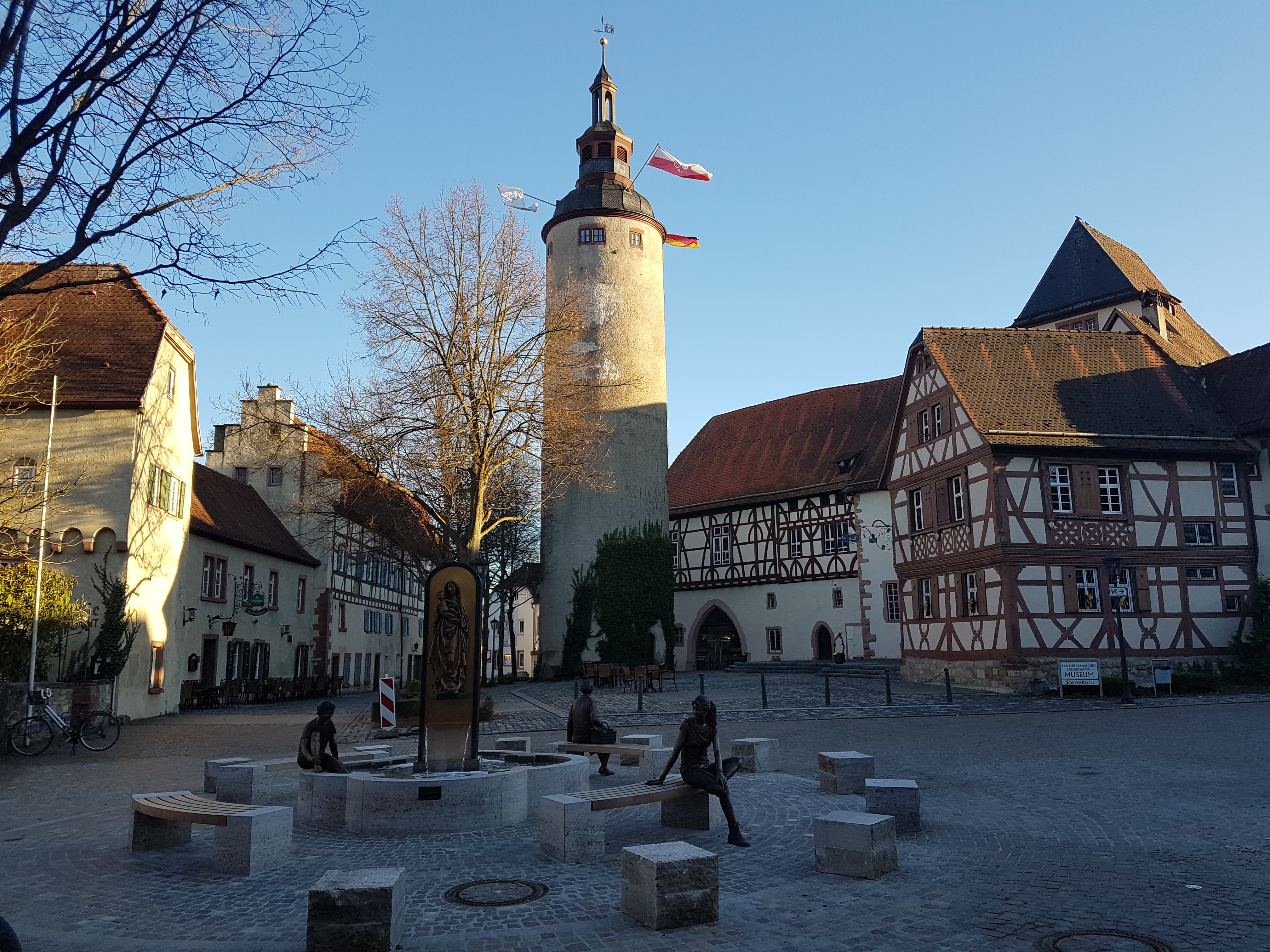
Türmersturm beim Kurmainzischen Schloss, Schlossplatz

## Denkmalschutz
Die noch bestehenden Überreste der historischen Stadtbefestigung – das ehemalige Schmucktor vor dem Oberen Stadttor (Dittigheimer Straße 4, ⊙) sowie ein Stadtmauerrest mit Rundturm, der sogenannte Hungerturm (Fischgässchen, ⊙) – stehen heute als Sachgesamtheit unter Denkmalschutz.